# بييت فان برابانت
بييت فـان برابانت هو صحفي وسياسي بلجيكي، ولد في 11 مارس 1932 في شيربيك في بلجيكا، وتوفي في 6 يوليو 2006 في جيتي في بلجيكا.